# Bryophryne nubilosus
Bryophryne nubilosus é uma espécie de anfíbio anuro da família Strabomantidae. Está presente no Peru. Não foi ainda avaliada pela UICN.